# Nadia Beugré
Nadia Beugré (Abiyán, 5 de marzo de 1981) es una bailarina y coreógrafa marfileña.

## Biografía
Beugré nació el 5 de marzo de 1981 en el barrio obrero de Abodo, al norte de Abiyán, en el seno de una familia musulmana. Su madre es la quinta esposa de su padre, y ella es la decimotercera hija de la familia. Su padre es un bailarín tradicional. De niña se interesó por el fútbol, y finalmente por la danza y los bailes tradicionales de Costa de Marfil, que practicaba con el Dante Théâtre.
En 1997, con Béatrice Kombe Gnapa, participó en la creación de la compañía TchéTché, compuesta únicamente por mujeres en escena. Este proyecto ganó el segundo premio en los Rencontres chorégraphiques de l'Afrique et de l'océan Indien en Madagascar en 1999. Poco después de la muerte de Béatrice Kombe Gnapa en 2007, que la afectó profundamente, creó el espectáculo en solitario, Un espace vide: Moi, que se presentó en Reino Unido, Francia, Burkina Faso, Túnez y Estados Unidos. Después de unos años difíciles optó por profundizar en la danza contemporánea en las clases de Germaine Acogny en Senegal, y luego en Francia con la coreógrafa Mathilde Monnier en el proyecto Ex.e.r.ce. Se instaló en el sur de Francia y bailó en la compañía de Alain Buffard, con la ruandesa Dorothée Munyaneza y la sudafricana Hlengiwe Lushaba.
En 2012, creó e interpretó una nueva pieza para un solo intérprete, Quartiers libres. En ella aparece en medio del público, con un vestido de escena corto y un micrófono con un cable al cuello, cantando Malaika, de Miriam Makeba, y luego sube al escenario para bailar de forma áspera y dura, libre con sus movimientos y su cuerpo, cuestionando los espacios accesibles para las mujeres. En palabras del crítico del The New York Times, Gia Kourlas, «la señora Beugré —tan comprometida— hace que la escena parezca más la vida real que el teatro».
En 2014, creó el espectáculo Tapis rouge, que interpretó con Sébastien Martel en un programa de Sujets à vif en el Festival de Avignon, y luego Legacy, una pieza interpretada por un grupo de cuatro bailarines que evoca la marcha, en 1949, de un grupo de mujeres marfileñas en Bassam (Burkina Faso) para conseguir la liberación de sus maridos encarcelados por las tropas coloniales. A finales del mismo año creó Samedi détente, un espectáculo de Dorothée Munyaneza dedicado al genocidio de los tutsis en Ruanda en 1994. En el Festival de Aviñón de 2017, con la ayuda de Nina Kipré, volvió a montar una obra de Béatrice Kombe Gnapa, Sans repères, diez años después de la muerte de la creadora de este espectáculo: cuatro mujeres se deshacen de sus vestidos largos por unos pantalones cortos y un sujetador negro de atleta guerrera, afirmando, con gritos y manotazos en el cuerpo, el alcance del poder femenino y la voluntad de existir.
En 2021 Nadia Beugré es artista asociada al Kunstencentrum Vooruit de Gante (Bélgica) al tiempo que representa por Europa su obra Legacy.